# زغال‌اخته

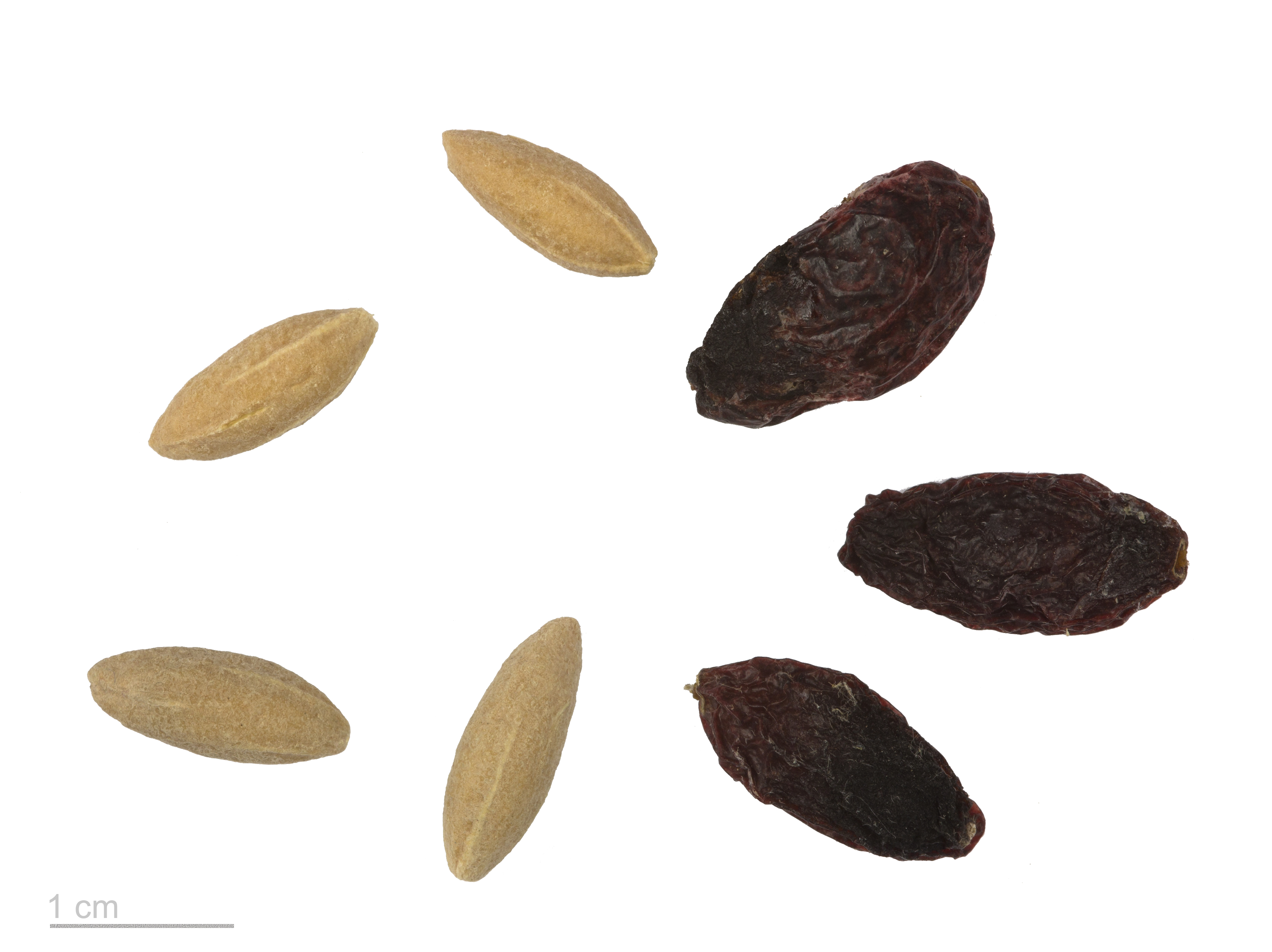
Cornus mas

زغال‌اخته یا زغال (نام علمی: Cornus mas) درختچه بلند یا درخت کوچک برگریز (خزان‌کننده) از خانوادهٔ گیاهان گلدار دولپه‌ای و تیرهٔ زغال‌اخته‌ایان است که درخت آن در ایران به بلندی ۲ تا ۳ متر و قطر ۱۵ تا ۱۹ سانتی‌متر می‌رسد. این گیاه بومی غرب آسیا تا جنوب اروپا (ایران، آذربایجان، ارمنستان، آسیای جنوب غربی و اروپای جنوبی) است. میوهٔ آن نیز زغال‌اخته یا زغال نامیده می‌شود.
پوست تنه این درخت قهوه‌ای است و برگ‌هایش تخم‌مرغی شکل با حاشیه صاف و انتهایی نوک‌دار و پشت‌برگ کمرنگ است. هر برگ سه تا پنج رگبرگ دارد. گل‌های زغال‌اخته کوچک، زردرنگ و زودرس هستند و در پایان زمستان بر درخت پدیدار می‌شوند. میوه آن شفت آویزان و به‌شکل بیضی کشیده و به رنگ سرخ تیره و به درازای تقریباً ۱۵ تا ۲۰ میلی‌متر است. در ایران این درخت در الموت غربی (قزوین) در روستاهای هیر، سوگاه، دربند، تلاتر، پرچکوه، فشک، رشکین، قسطین، روح آباد، پررود، امامزاده هارون و دیگر روستاهای بخش طارم سفلی  قزوین مانند اسفستان، مزرعه کبریتی، زاجکان علیازاجکان سفلی ، مرشون ، شیخلر، یوزباشی چای و چند روستای دیگر و در ارسباران (کلیبر، هوراند، خداآفرین، کلالق، خانه خسرو، قلعه دره سی، جانانلو، مردانقم، چایکندی و سایر مناطق ارسباران) می‌روید.
میوه زغال‌اخته ترش مزه است. از میوهٔ رسیدهٔ این گیاه کمپوت و مربا تولید کرده یا به صورت خشکبار مانند آلبالوی خشک مصرف می‌شود.

## جشنواره زغال اخته
هیر، روستایی در ۷۰ کیلومتری شمال قزوین و در دل کوه‌های البرز است. این روستا به خاطر قرار گرفتن در میان کوه‌های بلند، دارای اقلیمی است که برای بارآوری زغال‌اخته مناسب است. می‌توان ادعا کرد که «زغال‌اخته» نمادی از هویت هیر است. در اواخر تابستان میوه‌های رسیده در اغلب دکان‌های اطراف خیابان اصلی به فروش می‌رسند. در سال‌های اخیر فرمانداری کلیبر با برگزاری جشنواره زغال‌اخته برای ترویج تولید تجاری و بازاریابی این میوه‌ها تلاش کرده‌است.
همزمان با آغاز فصل برداشت زغال‌اخته، جشن شکرگزاری همراه با آیین‌های محلی و سنتی در روستای هیر استان قزوین برگزار می‌شود. بیش از ۸۵ درصد زغال‌اختهٔ ایران در باغات الموت استان قزوین تولید می‌شود و بیشترین تعداد از این درختان در روستای هیر از توابع بخش الموت استان قزوین وجود دارد.

## خواص دارویی زغال‌اخته
طبق نتایج به دست آمده در یک مطالعه اخیر، چنین استنباط می‌شود که مصرف میوهٔ زغال‌اخته دارای آثار هیپوگلیسمیک بوده‌است و می‌تواند سبب بهبود تغییرات بافتی لوزالمعده در جریان بیماری کووید ۱۹ گردد که شاید این اثرات به خاطر وجود آنتوسیانین‌ها و سایر ترکیبات آنتی‌اکسیدانی موجود در میوه باشد. خواص دارویی دیگر زغال‌اخته نیز به‌صورت گسترده تحت مطالعه قرار گرفته که در درمان بیماری‌های دیگری همچون دیابت مؤثر است و در مجلات تخصصی گزارش شده‌است.

## چوب زغال‌اخته
چوب زغال‌اخته چگالی بالایی دارد و، برخلاف چوب‌های دیگر، در آب غوطه‌ور نمی‌شود. به‌خاطر این مشخصه چوب مذکور در ساخت دسته ابزارها و قطعات ماشین‌ها ارزش ویژه‌ای دارد. بعد از قرن هفتم قبل از میلاد یونانی‌ها چوب زغال را در ساخت نیزه و کمان استفاده کردند. گستردگی استفاده از چوب زغال در اسلحه‌سازی باعث شد در اشعار یونانی مربوط سروده شده در قرون چهارم و سوم قبل از میلاد، زغال‌اخته با نیزه مترادف شود. در ایتالیا، چوبدستی چوپانان crognolo یا grugnale، به معنی درخت زغال، نامیده می‌شود. تا سال‌ها قبل، چوبدستی‌های تهیه شده از درخت زغال به صورت عمده در بازار مکاره شهر اهر معامله می‌شد. از آنجا که اغلب این چوب‌ها از جنگل‌های ارسباران می‌آمد، دولت برای حفاظت از محیط زیست خرید و فروش این‌گونه چوبدستی‌ها را محدود کرده‌است.

## نگارخانه

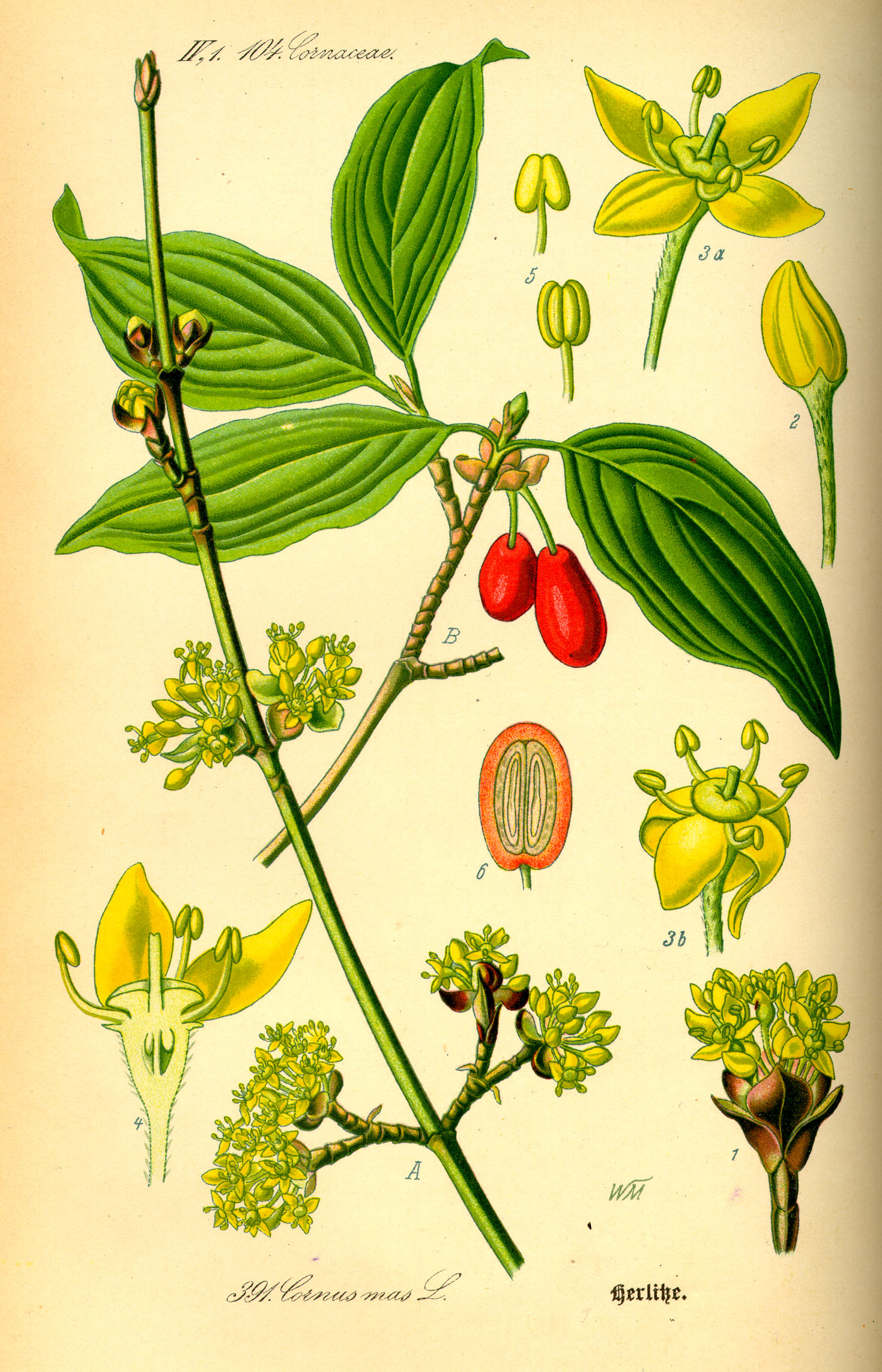
طرحی از گیاه زغال‌اخته
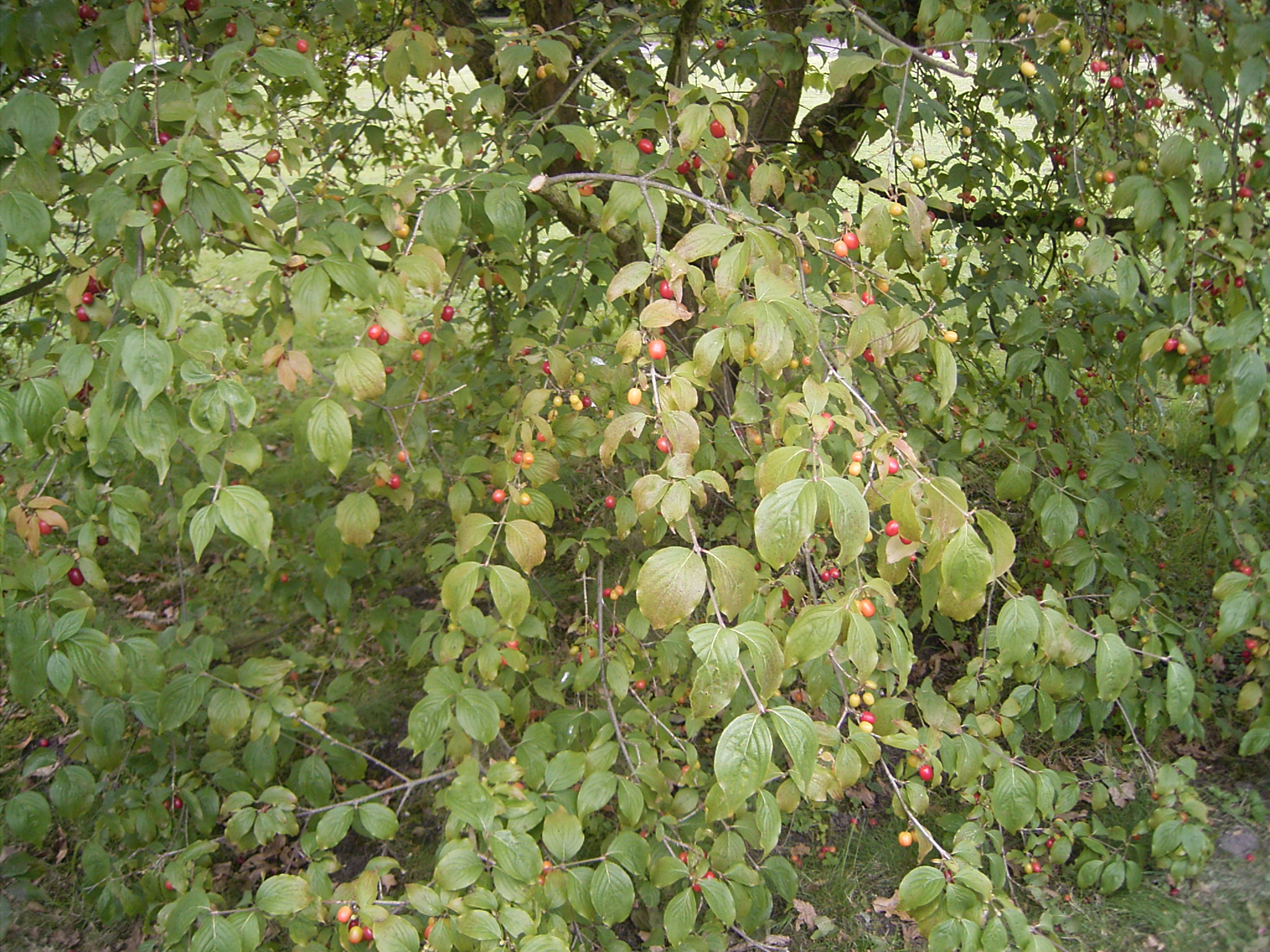
درختان زغال‌اخته
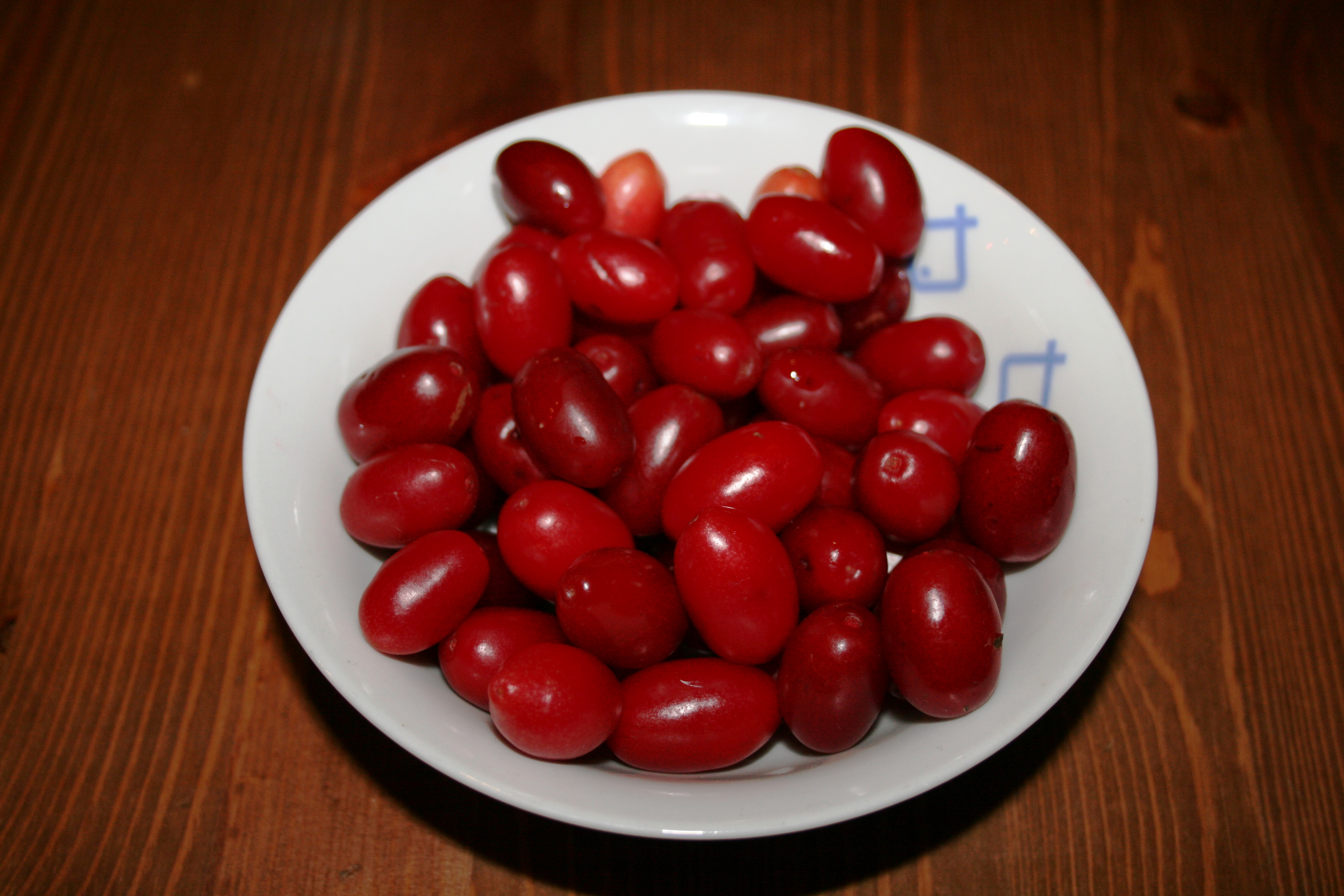
میوه زغال‌اخته
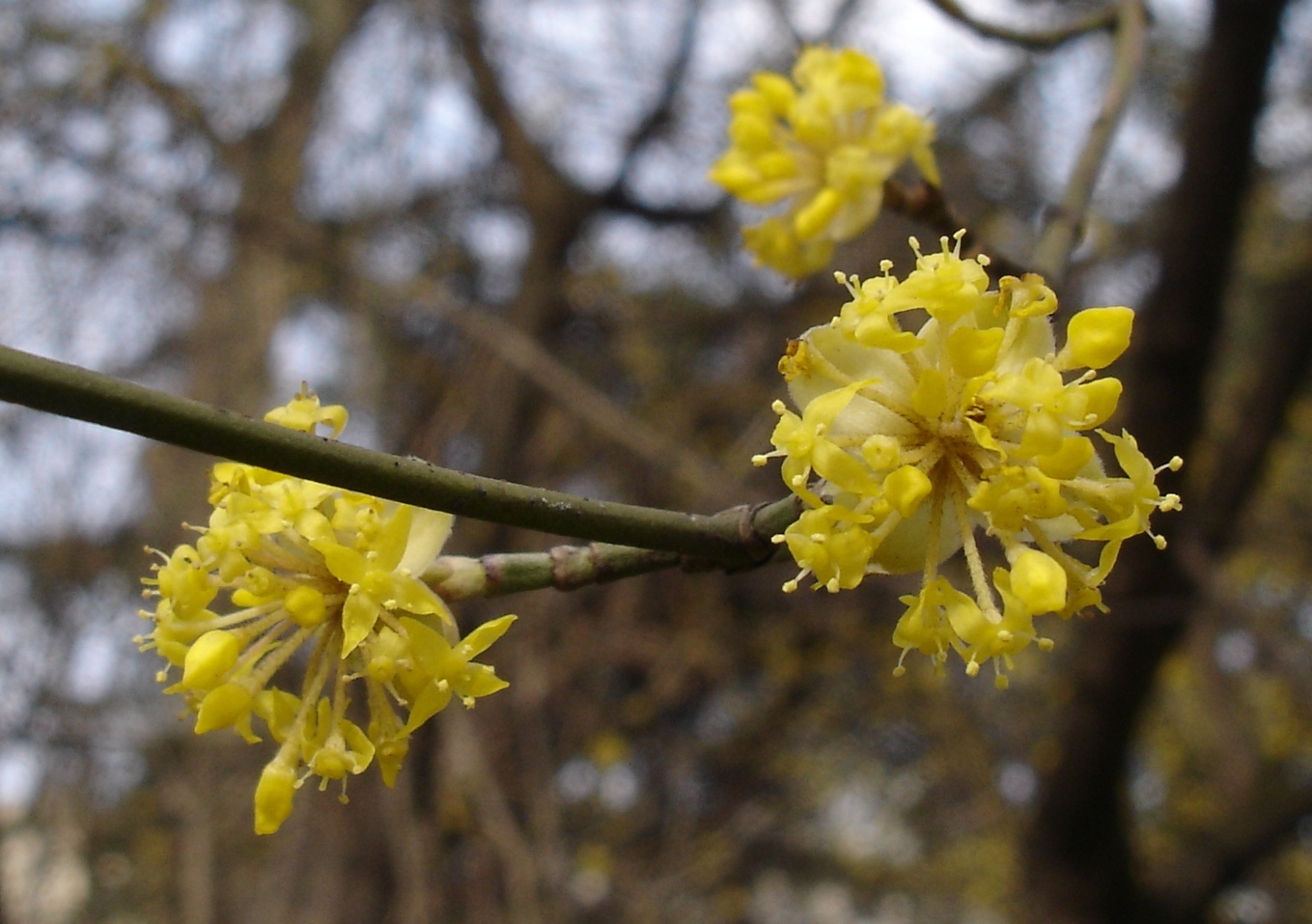
گل زغال‌اخته
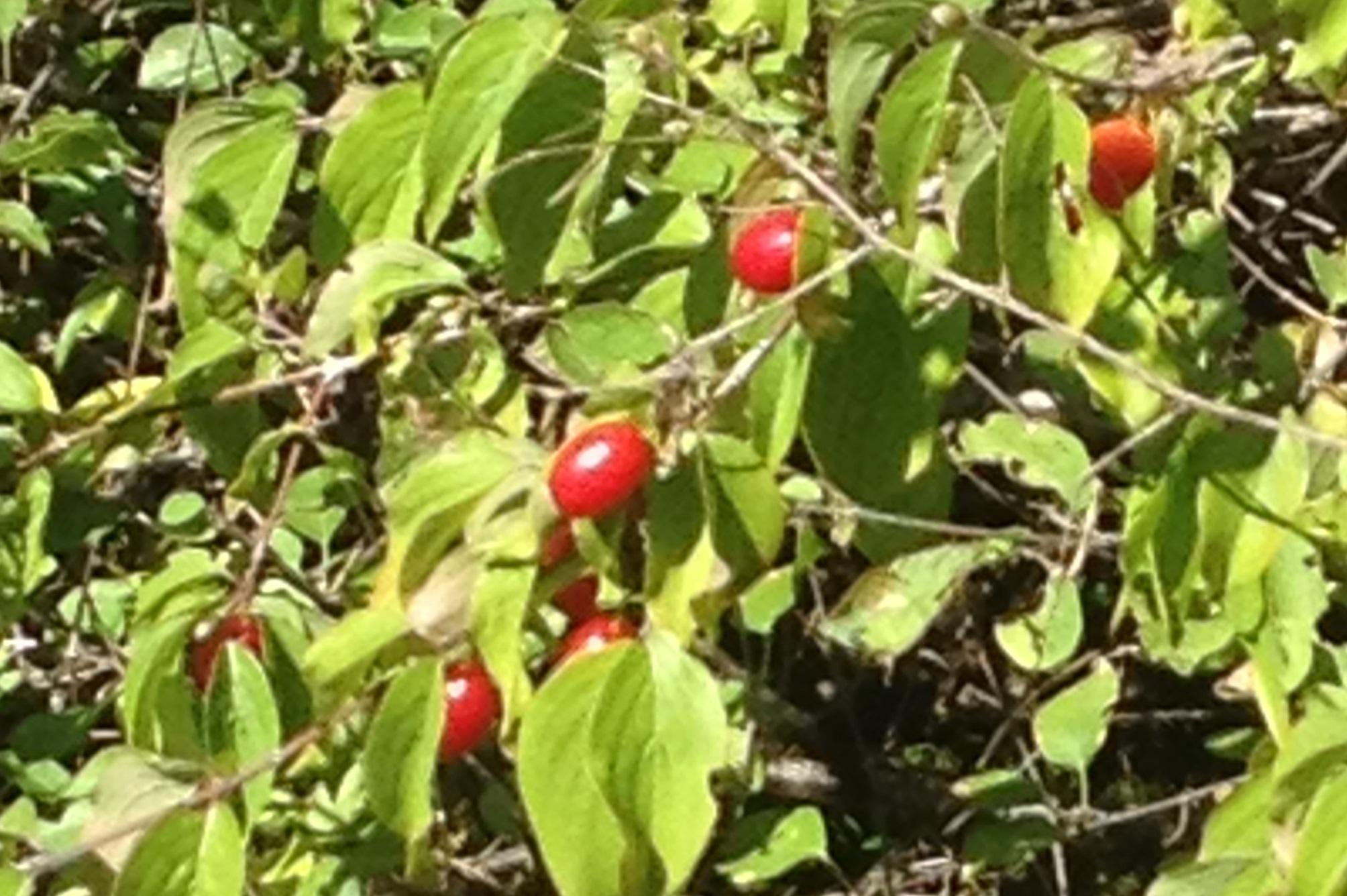
زغال‌اخته رسیده روی درخت
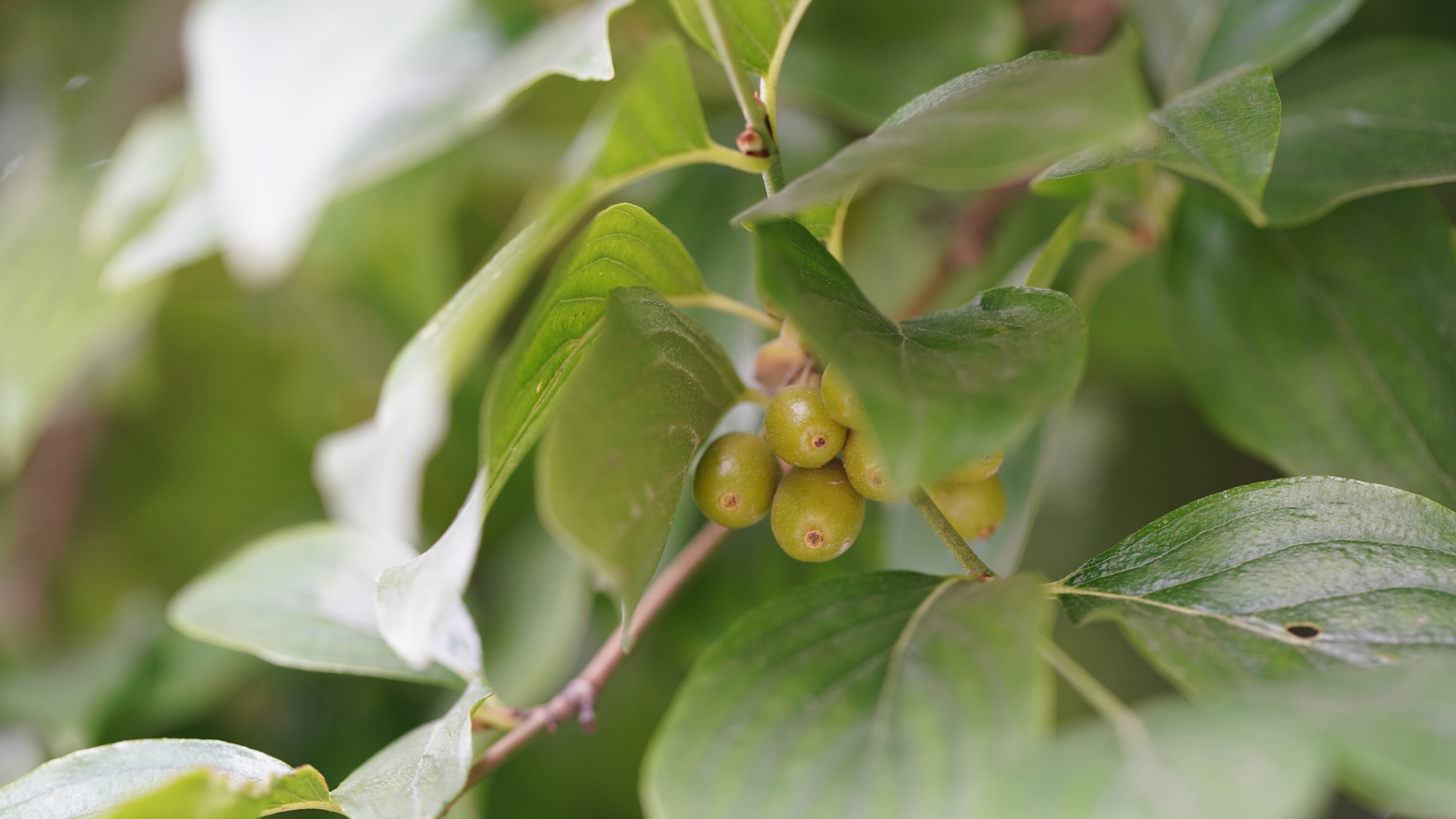
زغال‌اخته کال
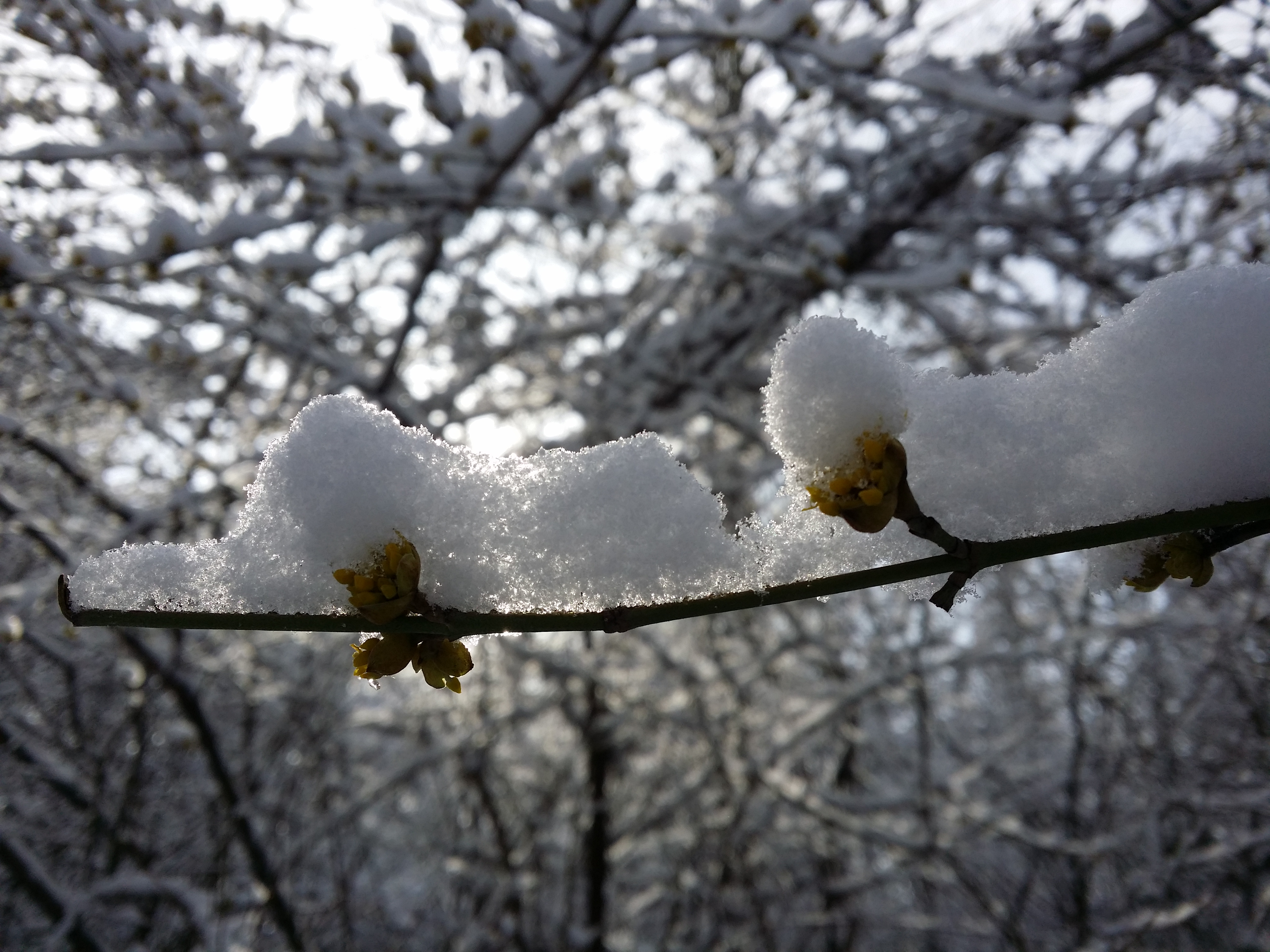
درخت زغال‌اخته در زمستان